# Đài tưởng niệm Adam Mickiewicz, Kraków
Đài tưởng niệm Adam Mickiewicz ở Kraków, (tiếng Ba Lan: pomnik Adama Mickiewicza w Krakowie), là một trong những tượng đài bằng đồng nổi tiếng nhất ở Ba Lan và là nơi gặp gỡ yêu thích tại Quảng trường chính Kraków, thuộc phố cổ Kraków (Stare Miasto) của quận Krakow.

## Lịch sử
Bức tượng miêu tả nhà thơ lãng mạn vĩ đại nhất của Ba Lan trong thế kỷ 19 Adam Mickiewicz, được công bố vào ngày 16 tháng 6 năm 1898, nhân kỷ niệm 100 năm ngày sinh của ông, với sự hiện diện của con gái và con trai ông. Bức tượng được thiết kế bởi Teodor Rygier, một nhà điêu khắc không nổi danh vào thời điểm này. Nhà điêu khắc này đã dành chiến thắng trong cuộc thi thứ ba và cũng là cuộc thi cuối cùng cho dự án điêu khắc tượng Mickiewicz.
Mặc dù giải thưởng nhất đã được trao cho Cyprian Godebski, một nhà điêu khắc nổi danh, là giáo sư tại Học viện Nghệ thuật Hoàng gia ở Sankt-Peterburg và đến từ Paris và Rygier ở vị trí thứ hai. Tuy vậy, với cuộc thi cuối cùng, bản thiết kế của Rygier đã được chấp nhận và một hợp đồng được ký kết vào tháng 11 năm 1889. Dưới chân nhà thơ là bốn biểu tượng tượng trưng cho Tổ quốc (từ mặt tượng đài dọc theo đường Sienna), Khoa học (hướng về phía bắc), Can đảm (đối diện với Hội trường Sukiennice) và Thơ (đối diện với Nhà thờ St. Wojciech, phía nam). Dòng chữ trên bệ ghi: "Gửi Adam Mickiewicz, Tổ quốc".
Tượng đài ra đời tại một studio trên đường Długa dưới sự giám sát của một ủy ban nghệ thuật. Tất cả các nhân vật được đúc trong xưởng đúc Nellich ở Rome. Vị trí dựng tượng đài thực tế chưa được quyết định và ba quảng trường thành phố khác đã được cân nhắc là nơi dựng tượng. Cuối cùng, chính Thị trưởng thành phố Krakow gợi ý tác phẩm điêu khắc Adam Mickiewicz nên được dựng tại Quảng trường chính Kraków.
Năm 1940, đài tưởng niệm đã bị Đức quốc xã phá hủy sau khi Đức xâm chiếm Ba Lan. Đài tưởng niệm đã được đưa ra khỏi quảng trường cho đến khi tái xuất hiện vào năm 1955 sau khi đã được sửa chữa.

## Ý nghĩa văn hóa
Adam Mickiewicz không bao giờ đến Kraków. Vào năm 1890, 35 năm sau khi ông qua đời, hài cốt của ông được đưa đến từ Paris và cử hành nghi thức an táng trong Hầm mộ St. Leonard dưới Nhà thờ chính tòa Wawel. Đây chính là nghi thức đã truyền cảm hứng đến giới trẻ đại học và đưa ra ý tưởng ban đầu về việc dựng đài tưởng niệm. Hàng năm vào đêm Giáng sinh, Đài tưởng niệm Adam Mickiewicz được trang trí bằng hoa bởi những người bán hoa ở Kraków.